# Récif Iroquois
Pour les articles homonymes, voir Iroquois.
Le récif Iroquois (en anglais Iroquois Reef, en philippin Del Pilar ou Rozul Reef, en mandarin Hòuténg Jiāo (en sinogrammes 鲎藤礁)), en vietnamien Đá Khúc Giác) est un récif situé en mer de Chine méridionale.

## Toponymie
Le nom anglais Iroquois Reef vient du navire britannique H.M.S. Iroquois dirigé par le capitaine A.L. Jackson qui a jeté l'ancre dans le récif en 1928.

## Géographie

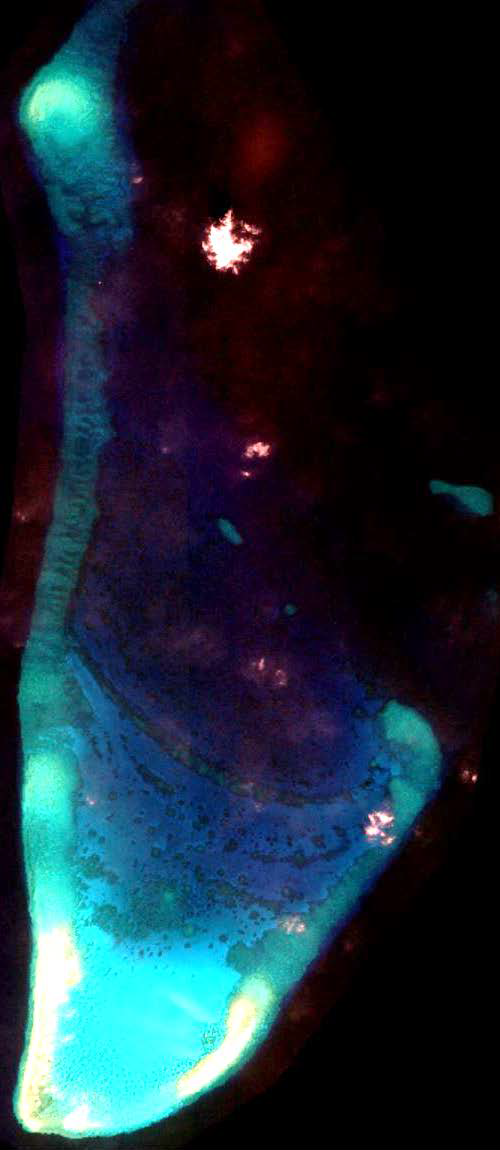
Image satellite du récif Baker et du récif Iroquois prise par la NASA en 2020.

Le récif Iroquois situé au sud du guyot Reed, au sud-ouest du banc Amy Douglas, à l'est de l'île Nanshan et à 130 milles marins au nord-ouest de l'île de Palawan et à 220 milles marins au nord-ouest de l'île de Bornéo.

### Description
La forme générale du récif Iroquois est en forme de V. et c'est une plateforme récifale où l'eau de mer bat plus intensément. Lorsque la marée descend, un chapelet de rochers est exposé comme des limules en train de pondre, d'où son nom. Les pêcheurs chinois l'appellent « récif de limule ». Le récif occupe une superficie de 8 km2.
La formation corallienne, en forme de crochet, s'étend sur 12 km le long de son axe nord-sud, du nord du récif Baker au sud du récif Iroquois.

### Guyot Reed
Le récif Iroquois se situe dans le prolongement sud du guyot Reed, également appelé banc Reed, banc Recto et plusieurs autres noms (en anglais Reed Tablemount ou Reed Bank ou Recto Bank, en tagalog Recto Bank ou Reed Bank, en mandarin Lǐ yuè tān (en sinogrammes 礼乐滩), en vietnamien Bãi Cỏ Rong), un vaste mont tabulaire sous-marin ou guyot située dans la mer de Chine méridionale, au nord-est de Dangerous Ground et au nord-est des îles Spratleys. Il couvre une superficie de 8 866 km2, mais avec des profondeurs comprises entre seulement 9 et 45 mètres. La zone submergée mais riche en hydrocarbures comprend le banc Nares et le banc Marie Louise.
Bien que la Cour permanente d'arbitrage ait statué en 2016 que la zone faisait partie de la zone économique exclusive des Philippines (en), les droits économiques sur la zone continuent d'être contestés – principalement par la république populaire de Chine – et l'exploitation des réserves d'hydrocarbures par les Philippines a été suspendue en 2015.
Le guyot se trouve dans le quadrant nord-est du territoire revendiqué par les Philippines dans le cadre de la municipalité de Kalayaan, qui comprend également la plupart des parties nord et est des îles Spratleys. La zone est située au large de la côte nord-ouest de Palawan, au nord du récif Iroquois, des récifs Pennsylvania et des récifs Southern, et à l'est de la partie nord des îles Spratleys.

## Litige territorial
Le récif Iroquois est actuellement contrôlé par les Philippines mais la Chine en revendique la souveraineté. 
Les éléments occupés les plus proches des îles Spratleys sont l'île Plane, l'île Nanshan et le banc Second Thomas occupés par les Philippines, ainsi que le récif Mischief occupé par la république populaire de Chine,.
Début 2011, l'armée philippine a affirmé que la Chine avait violé sa souveraineté et que des navires de reconnaissance et de guerre chinois avaient déchargé des matériaux de construction et établi des avant-postes sur le récif.
Le 30 septembre 2021, le secrétaire philippin aux Affaires étrangères, Teodoro Locsin Jr., a demandé au ministère philippin des Affaires étrangères de déposer trois nouvelles protestations auprès de la Chine concernant les récentes actions en mer de Chine méridionale, notamment la « présence continue de navires de pêche chinois à proximité du récif Iroquois ».
Le 4 avril 2024, les Philippines et la Chine ont échangé leurs accusations samedi au sujet d'une rencontre dans les eaux contestées de la mer de Chine méridionale, dans le cadre d'une dispute croissante sur une voie navigable clé.
Le 2 décembre 2024, les garde-côtes chinois ont déclaré que plusieurs navires philippins « sous couvert de » bateaux de pêche « se sont rassemblés illégalement dans les eaux proches du récif de Hòuténg, dans les îles Nansha ».